# There It Is (James Brown)
There It Is è il trentottesimo album in studio del cantante statunitense James Brown, pubblicato nel 1972.

## Tracce
Side A
1. There It Is, Part 1 – 3:05
2. There It Is, Part 2 – 2:47
3. King Heroin – 3:56
4. I'm A Greedy Man, Part 1 – 2:47
5. I'm A Greedy Man, Part 2 – 4:29
6. Who Am I – 4:30

Side B
1. Talking Loud and Saying Nothing – 5:41
2. Public Enemy #1, Part 1 – 5:05
3. Public Enemy #1, Part 2" – 5:05
4. I Need Help (I Can't Do It Alone) – 2:56
5. Never Can Say Goodbye – 3:00